# Pavel Tykač
 (juillet 2016).
Le contenu est difficilement compréhensible vu les erreurs de traduction, qui sont peut-être dues à l'utilisation d'un logiciel de traduction automatique.
Pavel Tykač, né le 15 mai 1964 à Čelákovice, est un entrepreneur et investisseur tchèque travaillant entre autres dans le secteur de l’énergie.
Actuellement[Quand ?], il est le seul propriétaire du Sev.en Energy Group, un acteur majeur sur le marché tchèque de l’énergie, qui envisage un développement de ses activités à l’échelle européenne. Selon le classement du magazine Forbes publié en 2015, il est le cinquième homme le plus riche de la République tchèque.

## Biographie
Pavel Tykač et son épouse s’impliquent de manière significative dans des projets caritatifs et dans le soutien des régions de Bohême du Nord et de Pardubice,,.
Après la Révolution de velours, Pavel Tykač a commencé sa carrière d’entrepreneur par la vente de technologie informatique. Au début des années 1990 il a fondé avec ses partenaires l‘entreprise Vikomt, qui s’est considérablement imposée dans le commerce tchèque. En 1995 il vend sa participation dans Vikomt et investit l’argent acquis dans une banque régionale de Hradec Králové - Regiobank (aujourd'hui : Banque hypothécaire) - qu’il vend ensuite à IPB avec grand profit. C’est à partir de ce moment-là qu'il est considéré comme une personne « très riche ». La même année il a aussi cofondé une communauté d’investisseurs autour de l’entreprise Motoinvest, dont les membres ont acquis des participations dans plusieurs banques et fonds de capital-investissements grâce à la commission des actions à bon marché après la privatisation par coupons. Après la fin forcée de cette activité la majorité des membres de cette communauté d’investisseurs vendent rapidement leurs actifs.
Vers l’an 2000 Tykač retourne dans le monde du grand business. L’achat et vente des actions (particulièrement celles des entreprises ČEZ et Télefonica) et la spéculation sur la circulation de la monnaie sont probablement les ressources les plus signifiantes de la propriété d’un milliard de couronnes tchèques de Tykač.
En 2006, il s’implique dans le secteur de l’énergie en investissant dans une participation minoritaire au groupe minier Czech Coal, dont il devient l’unique propriétaire en 2010. Au cours de cette période, Pavel Tykač a développé une activité significative dans le secteur de l'énergie et a fortement investi dans le savoir-faire dans le domaine des actifs et du marché de l'énergie. En 2013 il achète la centrale de Chvaletice et crée la nouvelle entité sur le marché national de l’énergie. En 2017, il a mené à bien une période commerciale fructueuse avec la conclusion de plusieurs contrats importants par un rebranding de Czech Coal à Sev.en Group. En 2018, il décide d'entrer sur le marché européen de l'énergie à travers une holding nouvellement créée portant le nom de Sev.en Energy (SE), soutenue par des experts de renom. La nouvelle société s’oriente sur l’investissement dans des technologies énergétiques innovantes, mais aussi sur l'exploitation et l'innovation de sources conventionnelles qui permettront aux entreprises énergétiques européennes de passer à des sources renouvelables à long terme.

## Études
Il termine ses études en 1987, diplômé du titre d’ingénieur de l'université technique tchèque (ČVUT).

## Carrière
Après son service militaire obligatoire, il travaille comme technicien dans TOS Čelákovice. En 1990 il se met à importer et vendre la technologie informatique. En 1991 il cofonde avec ses trois partenaires l’entreprise Vikomt, qui devient dans les années 1990 l’une de trois entreprises les plus dynamiques du marché.
En 1995 il vend sa participation. Avec cet argent (environ un milliard des couronnes tchèques) il acquiert une petite banque Regiobank à Hradec Králové, qu'il revend à IPB, qui en fait une Banque hypothécaire (Českomoravskáhypoteční banka). L’acquisition financière de cette transaction représente la source pour ses activités suivantes.
La plus grande part de la propriété de Tykač vient de l’achat et de la vente d'actions pendant la privatisation par coupons de l'économie nationale tchèque dans les années 1990 du 20e siècle.
Il a aussi cofondé une communauté d‘investisseurs autour de l'entreprise Motoinvest (entreprise œuvrant dans le domaine des valeurs mobilières) renommée « groupe Motoinvest » par les médias. Les membres de cette communauté partageaient une vision commune de l'émergence d'un groupe financier et industriel tchèque forte. Ils ont tous individuellement acheté les actions de la privatisation par coupons des petits actionnaires, et grâce à ça ils ont acquis des participations dans un certain nombre de fonds d'investissement importants (par exemple, les fonds gérés par Komerční banka, ČSOB, Živnobanka, CS fonds, Creditanstalt ou PPF), dans plusieurs banques (Kreditní banka Plzeň, Agrobanka) et dans d'autres grandes entreprises (par exemple Slovácké strojírny, Štěrkovny a pískovny  Olomouc...).
À l'automne 1996, après l'achat d'une participation significative de Česká Spořitelna, dont l’État était le propriétaire majoritaire jusque là, et la tentative d'obtenir de l'influence et des postes dans ses organes, a pris place un conflit entre « la groupe Motoinvest » et la Banque nationale tchèque avec les plus grandes banques de ce temps-là (Česká spořitelna, Komerční banka, ČSOB). Le résultat a été l'application de gestion obligatoire de la Banque nationale tchèque sur Agrobank. Cela a obligé les investisseurs autour de Motoinvest [null à] la vente totale accélérée des leurs actifs, provoquant leur départ forcé du marché capital tchèque et la disparition définitive du groupe.
Au début du nouveau millénaire, après plusieurs années dans l'isolement, Tykač recommence à investir dans les actions sur la bourse de Prague et à spéculer sur les devises étrangères. Il commerce par exemple avec les actions des Radiocommunications tchèque ou Telefónica, mais son achat le plus connu a été l'achat massif d'actions de ČEZ dans une époque où une action de cette entreprise était [null à] moins de cent couronnes. Dans quelques années la même action a une valeur de mille couronnes. Il a parié sur le fait que la connexion de ČEZ avec les distributeurs régionaux individuels à « SuperČEZ » réussira bien dans une période de temps relativement courte et il se réjouit d’une forte appréciation de l'investissement. Selon certaines sources, il a gagné grâce à cette transaction jusqu'à dix milliards de couronnes.
En 2002, il participe à la location de financement de l'entreprise EC groupe, qui a remporté le concours pour le rachat de créances de l'Agence de consolidation tchèque dans la valeur nominale de 38 milliards. L'Agence de consolidation tchèque (ČKA) a été appelée « Bad Bank » (« la banque mauvaise ») de l'État tchèque, car c'est là où se réglaient les prêts à problèmes de la privatisation des grandes banques après l'allégement de la dette.
La compagnie EC Group, dont les propriétaires Jan Dienstl et Pavel Šimek étaient des anciens associés de Pavel Tykač, a payé pour le paquet de créances 3,4 milliards de couronnes. La compagnie a alors surpayé les consortiums renommés, par exemple Goldman Sachs/Flow East ou PPF/CS First Boston, d'environ 500 millions de couronnes tchèques. En 2003 EC Group a porté plainte contre ČKA et demandait 570 millions de couronnes contre une partie des créances, lesquelles ČKA n’a jamais possédé pour des raisons d’imprécisions juridiques et ces créances donc ne pouvaient être vendues. ČKA sur la base du verdict de la cour de justice a finalement rendu 440 millions de couronnes tchèques à EC Group.
En 2006 Tykač a investi par l'intermédiaire de l'entreprise cypriote Indoverse Investment Limited dans une participation minoritaire du groupe minier Czech Coal. À la fin de l'année 2010, Indoverse Investment Limited est devenu l'unique propriétaire du groupe Czech Coal. Le groupe Czech Coal est l'un des groupes minier et énergétique les plus importants en République tchèque. L'objet clé de l'entreprise est l'exploitation et la vente du lignite, la vente d’énergie électrique et la production de chaleur. Dans la région du nord de la Bohême, dans lequel le groupe opère, il est l'un des employeurs les plus importants[réf. nécessaire].
En été 2013, le groupe Litvínovská uhelná a.s. se sépare du groupe Czech Coal. Celui-ci exploite la mine ČSA et possède l'usine électrique Chvaletice dont le propriétaire précédent était ČEZ. Cet achat a donné naissance à un nouveau groupe - Severní energetická - dans lequel Tykač tient une participation de 40 %.

## Implication dans le secteur de l’énergie

### La fin de la guerre charbonnière
Au tournant des années 2012-2013, en tant que propriétaire de la compagnie Czech Coal, Tykač a fini la guerre charbonnière avec le groupe ČEZ qui consistait à déterminer le montant du prix du lignite. Le conflit de huit ans, qui a commencé avant l'entrée de Tykač dans le business charbonnier, a été terminé par un accord des deux parties et par la signature d'un contrat de 50 ans entre Czech Coal et le groupe ČEZ sur l'approvisionnement de charbon à leur usine électrique Počerady.

### Le conflit avec EPH à cause de la centrale électrique Opatovice
En 2012 Czech Coal de Tykač a annulé le contrat[pas clair] de livraison du charbon dans la centrale électrique Opatovice, du Holding énergétique et industriel (EPH) des propriétaires Daniel Křetínský et JT Bank. Tykač a justifié cette démarche par les créances d’EPH d'un montant d'un demi-milliard de couronnes. Le conflit entre Czech Coal et EPH a été terminé par la conciliation en 2014. Une partie de l'accord a été la mise à fin de toutes affaires juridiques mutuelles.

### Le conflit avec Sokolovská uhelná
Depuis l'année 2006 Tykač supporte l'actionnaire minoritaire de la société Sokolovská uhelná Jan Kroužecký qui se trouve en conflit avec les actionnaires majoritaires. Les litiges ont duré plusieurs années. En 2015, l’affaire a été terminée par accord de résiliation, lorsque Kroužecký a finalement vendu ses actions de l’entreprise. Ses actionnaires majoritaires actuels František Štěpánek et Jaroslav Rokos l’ont alors complètement dominé. Les 30 % de Kroužecký devraient avoir une valeur 4 à 5 milliards de couronnes tchèques. Il y a spéculation que Tykač a reçu la majorité de cette somme, qui avait déjà auparavant acheté la part de Kroužecký. Seulement Štěpánek s’est exprimé publiquement sur cette affaire et a déclaré que la société a acheté la part de Kroužecký, et qu’un règlement des différends de longue date a eu lieu et que toutes les parties prenantes jugent la transaction positive et bénéfique.

### La cause avec l’hebdomadaireRespekt
En 2013 l’hebdomadaire Respekt a publié l’information sur le blocage de la propriété d’environ 19 milliards de couronnes tchèques du côté des plaignants suisses pour des raisons causées par la reprise d’une poursuite en justice en République tchèque dans le cas des CS fonds détournés. Tykač a nié tout blocage de sa propriété persuadé qu’il s’agit d’une tentative délibérée ou inconsciente à la dernière minute pour empêcher la signature du contrat entre Czech Coal et ČEZ concernant l'approvisionnement à long terme du charbon à la centrale électrique Počerady.

### Tykač et CS fonds
L’un des scandales médiatiques dans lequel Pavel Tykač est associé, sont les fonds CS desquels a été détourné 1,3 milliard de couronnes tchèques en 1997. Quatre délinquants ont été condamnés en 2001 (valablement en 2007). La poursuite de Tykač et cinq autres personnes a commencé en 2006. La poursuite de Tykač et de trois autres suspects a été arrêtée après une révision du Parquet national suprême en 2008, avec la conclusion que le comportement de ces personnes en relation avec CS fonds n’était pas une infraction pénale. Les deux autres suspects ont été inculpés dans la même année, mais ils ont été libérés par le tribunal municipal à Prague en 2012.

### Tykač encore poursuivi pour CS fonds
Tykač et sa participation aux détournements des CS fonds est devenu encore une fois l'objet d'une poursuite criminelle en 2013, quand la procédure pénale a été renouvelée contre sa personne. Les faits nouveaux, qui ont conduit vers la reprise du procès, étaient formés par des témoignages de personnes douteuses, qui les ont changés ou ont refusé de témoigner pendant le procès. Sur la base de ces témoignages, la police et le Bureau du Procureur ont tenté d’assurer deux fois les actifs de Tykač. Dans les deux cas, cette décision a été jugée par les tribunaux comme infondée et a été ensuite annulée.
En mars 2015, après deux ans et six mois, la police a mis fin l’enquête et présenta une proposition de mise en accusation au procureur général de Prague.

### Tykač sans faute
En décembre 2015, le procureur général de Prague a arrêté la poursuite pénale contre Tykač. Le procureur Zdeněk Matula a mentionné dans sa justification que les preuves témoignant de la faute de Tykač n'ont pas été trouvées. Ce verdict a mis fin au cas des CS fonds qui a duré 19 ans. Tykač s'est exprimé sur ce sujet dans l'interview pour le magazine Forbes en 2014. Selon lui, l'argent des fonds a disparu sous la gestion des nouveaux propriétaires, auxquels le groupe autour de Motoinvest avec l’entreprise d'administrateur a vendu les fonds et cela sous la pression causée par l'attaque ČNB. ČNB a provoqué une vague de contrôles de l'administration fiscale, de la bourse, du Bureau des valeurs mobilières et une vague d'interrogations policières et une atmosphère médiatique négative visée contre le groupe Motoinvest.

#### Le soutien de la région du Nord
Par l'intermédiaire de ses sociétés Czech Coal et Vršanská uhelná, Tykač supporte un grand nombre des projets et activités dans la région de Bohême du Nord. Il supporte par exemple l’éducation « des têtes intelligentes pour le Nord » ou le club de handball féminin DHK Baník Most. Il aide aussi les villes de la région, par exemple en investissant dans la reconstruction de clinique d‘accouchement à Most.

#### Le soutien des mères célibataires
Tykač et sa deuxième épouse Ivana ont fondé l’organisme de bienfaisance Women for women qui aide les mères célibataires dans des situations de vie difficiles. Ils leur offrent un logement subventionné et l’aide psychosociale et juridique.

#### L’alimentation scolaire pour enfants souffrants de faim
Women for women, o.p.s. est l'initiateur et l'opérateur du plus grand projet de bienfaisance tchèque, apprécié par les prix, qui fournit l’alimentation scolaire pour les enfants qui souffrent de faim dans les écoles primaires tchèques – Les déjeuners pour les enfants. Pendant l'année scolaire 2014/2015, ce projet a nourri presque 2 100 enfants dans près de 500 écoles.

## Vie privée
Pavel Tykač est marié pour la deuxième fois. Avec sa femme Ivana Tykač ils s’occupent de huit enfants. La famille Tykač vit en Suisse.
Dans son jeune âge Tykač jouait au tennis de table, aujourd'hui il joue récréationnellement au tennis et fait partie des joueurs participants aux tournois organisés par la ligue de badminton de Prague.

## Bienfaisance

### Fondation Women for women -69 490 000 CZK
Il s’agit de l’organisme de bienfaisance fondé par Pavel Tykač et son épouse dont le but est d’apporter le soutien aux mères célibataires dans des situations de vie difficiles. Ils leur offrent un logement subventionné et l’aide psychosociale et juridique. En même temps, la fondation propose le programme « Déjeuners pour les enfants » grâce auquel des repas scolaires sont payés aux élèves socialement défavorisés. Le programme opère à l’échelle nationale, le nombre de participants dépasse plusieurs milliers et est en constante expansion. La contribution annuelle régulière est d'environ 20 millions de couronnes.

### Soutien aux écoles dans la région Nord -10 000 000 CZK
Programme de subvention pour les écoles de la région de Most. Par son intermédiaire, l’équipement pédagogique moderne et autrement inaccessible est fourni aux écoles. En 2017, la huitième année du programme est passée. Le montant de la contribution financière est d'environ deux millions de couronnes par an.

### Collaboration avec la ville de Most et les municipalités dans les zones d’exploitation minière -47 194 000 CZK
C'est un partenariat à long terme où une communauté particulière identifie les domaines d'intérêt dans lesquels le groupe Sev.en devrait s’impliquer financièrement. Il s’agit en général de la construction de terrains de jeux et de terrains de sport, du soutien aux activités sportives ou communautaires pour les jeunes.

### Les «Anges noirs» de Most -15 250 000 CZK
Le soutien de l'équipe de handball de Most a une longue tradition. Grâce à ce soutien, l'équipe féminine s'est hissée au sommet de la ligue tchèque et participe régulièrement aux compétitions interclubs européennes. La région bénéficie d'un grand soutien public et de l’adhésion croissante de la jeunesse.

### La région de Ústí nad Labem, les Chambres de commerce régionales et les Conseils sociaux régionaux -41 829 000 CZK
En vertu de l’accord de coopération, le Sev.en group assure le financement des programmes ou des activités sélectionnées par les différentes entités dans la région de Ústí nad Labem.

### L’hôpital de Most -8 680 154 CZK
Dans le cadre de la coopération avec l'hôpital de Most, les travaux de reconstruction ont été réalisés au service de néonatalogie.